# Verlengde gedraaide vierkante koepel
Een verlengde gedraaide vierkante koepel is in de meetkunde het johnsonlichaam J23. Deze ruimtelijke figuur kan worden geconstrueerd door een vierkante koepel J4 op een achthoekig antiprisma te plaatsen en is het deel van een verlengde gedraaide vierkante dubbelkoepel J45. 
De 92 johnsonlichamen werden in 1966 door Norman Johnson benoemd en beschreven.
- (en)  MathWorld. Gyroelongated Square Cupola